# Plan Wschód
Plan Wschód (Planul Est) a fost un plan militar de operațiuni al forțelor armate ale celei de-a doua Republici Poloneze dezvoltat în deceniile al treilea și al patrulea al secolului trecut ca răspuns la o posibilă agresiunea a Uniunii Sovietice. Spre deoasebire de Plan Zachód (Planul Vest), Plan Wschód a fost actualizat de-a lungul întregii perioade interbelice, polonezii considerând URSS drept cea mai mare amenințare militară, capabilă să declanșeze un război devastator. Cu toată amploarea planurilor pentru apărarea frontierei răsăritene, doar puține documente originale ale Planlui Est au mai supraviețuit până în zilele noastre. 

## Contextul istoric
După reapariția statului polonez pe harta politică a lumii odată cu sfârșitul Primului Război Mondial, Polonia a fost implicată în războaie cu aproape toți vecinii săi (Germania și Austria, Rusia bolșevică, Ucraina, Lituanuia, Republica de la Weimar și Cehoslovacia). Dintre toți vecinii săi, Polonia considera că doar Germania și Uniunea Sovietică amenință în mod real integritate ei teritorială.
De-a lungul deceniilor al treilea și al patrulea al secolului trecut, liderii polonezi și-au concentrat eforturile pentru contracararea amenințării răsăritene. Amintirile războiului cu Rusia bolșevică și a bătăliei de la Varșovia, (care salvaseră Polonia și Europa de bolșevizare prin exportul de revoluție comunistă), erau proaspete în memoria colectivă poloneză. Atât armata cât și guvernul de la Varșovia erau siguri că războiul cu URSS era inevitabil și, din acest motiv, pregătirile pentru un război cu sovieticii erau mult mai avansate decât cele pentru unul cu Germania. Doar după creșterea propagandei antipoloneze naziste de după 1935, amenințarea dinspre apus a devenit evidentă pentru planificatorii militari polonezi, ceea ce a dus la apariția Planului Vest. Cu toate acestea, numărul fortificațiilor de la frontiera de est a Poloniei depășea cu mult pe cele din apus.

## Granița polono-sovietică în perioada interbelică
Granița polono-sovietică în perioada iterbelică măsura 1.412 km. Granița Poloniei cu Germania (inclusiv cu provincia Prusia Răsăriteană) era cu 20% mai lungă – 1.912 km. De-a lungul celor două frontiere nu exista niciun obstacol geografic important, care ar fi fost de ajutor în organizarea defensivei. 
În partea de nord se afla o câmpie întinsă, acoperită în mare parte de pădure. Regiunea de nord a Poloniei era străbătută de o cale ferată de mare importanță, care lega Moscova de Europa Occidentală. Cel mai important oraș al regiunii de nord era Wilno, aflat în colțul de nord-est al țării. 
Polesie, regiunea centrală slab populată a țării, era acoperită în cea mai mare parte de mlaștini. Această regiunea nu era străbătută de drumuri ci doar de câteva căi ferate. Din punct de vedere strategic, zona prezenta interes, aici fiind posibilă organizarea unei apărări pe termen lung. În Polesie și Volânia învecinată nu exista niciun centru urban important. 
Zona de sud a țării, care era o parte a Galiției austro-ungară, era cea mai puternic dezvoltată, cu o mare densitate a căilor ferate, centre industriale în plină dezvoltare și o agricultură bine dezvoltată în Podolia. În această zonă se afla Lwów, unul dintre cele mai importante centre urbane ale Poloniei interbelice. În regiune se afla de asemenea unul dintre puținele obstacole naturale de frontieră – râul Zbruci. 
Cu câteva excepții, principalele centre industriale poloneze se aflau în apus. Acest fapt ar fi putut asigura condiții bune unei apărării de durată împotriva unui atac sovietic, care ar fi avut nevoie de mai multe săptămâni pentru ca să ajungă la Varșovia, Crocovia și Poznań. În timpul conceperii Planului Est, strategii polonezi au plecat de la prezumția puteau să se bazeze pe Regatul României, principalul aliat al țării în răsărit. 

### Conflictele de la frontiera de răsărit
Guvernul sovietic a subminat tratatul de pace de la Riga (semnat la încheierea războiului polono-sovietic din 1919-1921) imediat după ratificare. La începutul deceniului al treilea, autoritățile militare sovietice au organizat atacuri de gherilă asupra unor așezări poloneze de frontieră. Cel mai cunoscut a fost atacul împotriva orașului Stołpce din noaptea de 3-4 august 1924. Acest eveniment a dus la crearea Korpus Ochrony Pogranicza (Corpul pentru Protecția Frontierei). Atacurile sovietice au continuat de-a lungul deceniului al treilea și și-au redus intensitatea în deceniul următor, în special după semnarea în 1932 a tratatului polono-sovietic de neagresiune.

## Principiile de bază ale Planului Est
Nu s-a păstrat nicio copie a planului inițial. Tot ceea ce se cunoaște sunt principiile de bază, dar nu există informații detaliate care să permită refacerea planului. Planul se baza pe concepțiile lui Józef Piłsudski, care a fost convins până la sfârșitul vieții (1935) că Polonia va fi atacată în primul rând de URSS. Din acest motiv, principalele manevre militare au fost organizate în răsărit, iar cele mai multe fortificații au fost construite în această zonă. În același timp, zona de apus a țării a fost neglijată de planificatorii militari polonezi. Ruinele acestor fortificații mai pot fi văzute la Sarni. Buncărele construite de geniștii polonezi în deceniul al patrulea au fost folosite mai apoi de insurgenții ucraineni în luptele cu Armata Roșie zece ani mai târziu. 
Planificatorii polonezi erau conștienți că Armata Roșie era superioară din multe puncte de vedere celei poloneze. De aceea, principala idee a planului era organizarea unei așa numite „rezinstențe în mișcare” și fragmentarea atacului sovietic pe două direcții la nord și la sud de malștinile din Polesie. Unitătile armate din imediata vecinătate a frontierelor aveau sarcina să încetinească înaintarea atacatorilor, în timp ce rezervele din regiunile Brześć nad Bugiem și Lublin trebuiau să intre în luptă în fazele următoare ale luptei. Polonezii consideratu că Armata Roșie avea să înainteze pe trei direcții. Prima ar fi fost de-a lungul căii ferate Minsk – Baranowicze – Białystok – Varșovia. A doua direcție ar fi fost Sarnî - Kovel - Lublin, iar cea de-a treia Tarnopol – Lwów.

## Structura armatei poloneze din răsărit
Istoricul polonez Rajmund Szubański descrie modul în care strategii de la Varșovia au conceput amplasarea armatei pe frontiera de est. Principalele forțe urmau să fie concentrate în regiunile de nord și de sud ale frontierei, partea centrală rămând practic descoperită. Există istorici militari care, în analizele din zilele noastre, consideră că planificatorii militari au plasat forțe mult prea numeroase în apropierea frontierelor, ceea ce ar fi dus la anihilarea lor totală în primele zile ale conflictului, regiunile din spatele frontului fiind astfel protejate în mod necorespunzător. 

### Unitățile din prima linie de apărare
S. Seidner descrie amplasarea trupelor pe frontiera de est
- În zona extrem nord-estică, în jurul nodului de cale ferată de la Mołodeczno, se afla Armia Wilno, compusă cel mai probabil din trei divizii de infanteriei (două staționate în Wilno și una în Grodno), două brigăzi de infanterie (Wilno și Suwałki) și un corp aerian (cu sediul la Lida).
- Mai la sud se afla Armia Baranowicze, compusă probabil din patru divizii de infanterie (Siedlce, Baranowicze, Łomża și Warszawa), două divizii de cavalerie (Baranowicze și Białystok) și Corpul al 4-lea aerian (Toruń).
- În zona centrală acționa Armia Polesie (cunoscută și drept Grupul independent operațional „Polesie”). Era compus cel mai probabil din trei divizii de infanteriei (Modlin, Kowel și Kobryń), o brigadă de cavalerie ( Warszawa), o flotilă fluvială și corpul al 3-lea aerian din Poznań.
- Mai la sud acționa Armia Wołyń cu trei divizii de infanterie ( Kielce, Zamość, și Równe), o brigadă de cavalerie (Równe) și corpul al 2-lea aerian din Kraków.
- În zona extrem sudică acționa Armia Podole cu cinci divizii de infanterie ( Lwów, Stanisławów, Tarnopol, Przemyśl și Jarosław), două brigăzi de cavalerie (Stanisławów și Brody) și corpul al 6-lea aerian din Lwów.

În afară de aceste mari unități, de-a lungul frontierei se aflau formațiunile de grăniceri cu garnizoane în principalele orașe din răsăritul țării. 

### Rezervele
- Rezerva Armia Wilno și Armia Baranowicze era Armia Lida, formată din trei divizii de infanterie.
- Rezerva Armia Podole așind Armia Wołyń era Armia Lwów, formată din două divizii de infanterie șî o brigată de cavalerie (Kraków).
- Rezerva principală se afla plasată în jurul orașului Brzesc. Se consideră că era vorba de șase divizii de infanteriei, două brigăzi de cavalerie, o brigadă blindată și corpul aerian nr. 1.

## Unitățile Armatei Roșii de la granița cu Polonia
La jumătatea deceniului al patrulea, guvernul sovietic au declanșat un program masiv de înarmare și de crearea de unități militare noi. Numărul unităților de blindate și de aviație de-a lungul graniței poloneze a crescut în mod semnificativ, sovieticii având o superioritate uriașă la toate capitolele. Planificatorii polonezi apreciaseră că superioritatea sovieticilor în ceea ce privește efectivele era de 3:1. Superiioritatea soviteicilor în tancuri și avioane nu a fost estimată, dar și în acest caz era vorba de o disporporție uriașă. În august 1939, de-a lungul frontierei poloneze erau amplasate 173 de divizii de infaterie a Armatei Roșii. 

## Septembrie 1939
Pe 1 septembrie 1939, Germania Nazistă a atacat Polonia, iar strategii polonezi au considerat că Planul Est și-a pierdut actualitatea. Pe 17 septembrie, în conformitate cu prevederile Pactului Molotov-Ribbentrop, sovieticii și-au încălcat obligațiile pe care le asumaseră prin semnarea pactului de neagresiune polono-sovietiv și au invadat Polonia răsăriteană. Armata Roșie a întâmpinat o rezistență scăzută în răsărit, în condițiile în care grosul armatei poloneze era concentrată în apus, în lupta cu germanii. Printr-o acțiune rapidă și cu pierderi minime, sovieticii au ocupat Kresy. 

## Vedeți și:
- Prometeism

## Resurse internet
- pl  Plan operacyjny "Wschód" forum de discuții al Universității din Varșovia Arhivat în 30 septembrie 2007, la Wayback Machine.
- pl  POLSKI PLAN OBRONNY ZACHÓD Arhivat în 13 iulie 2007, la Wayback Machine.
- uc  Fortificații poloneze din Ucraina – fotografii din zilele noastre Arhivat în 5 septembrie 2008, la Wayback Machine.